# Liste des anciennes communes de Paris

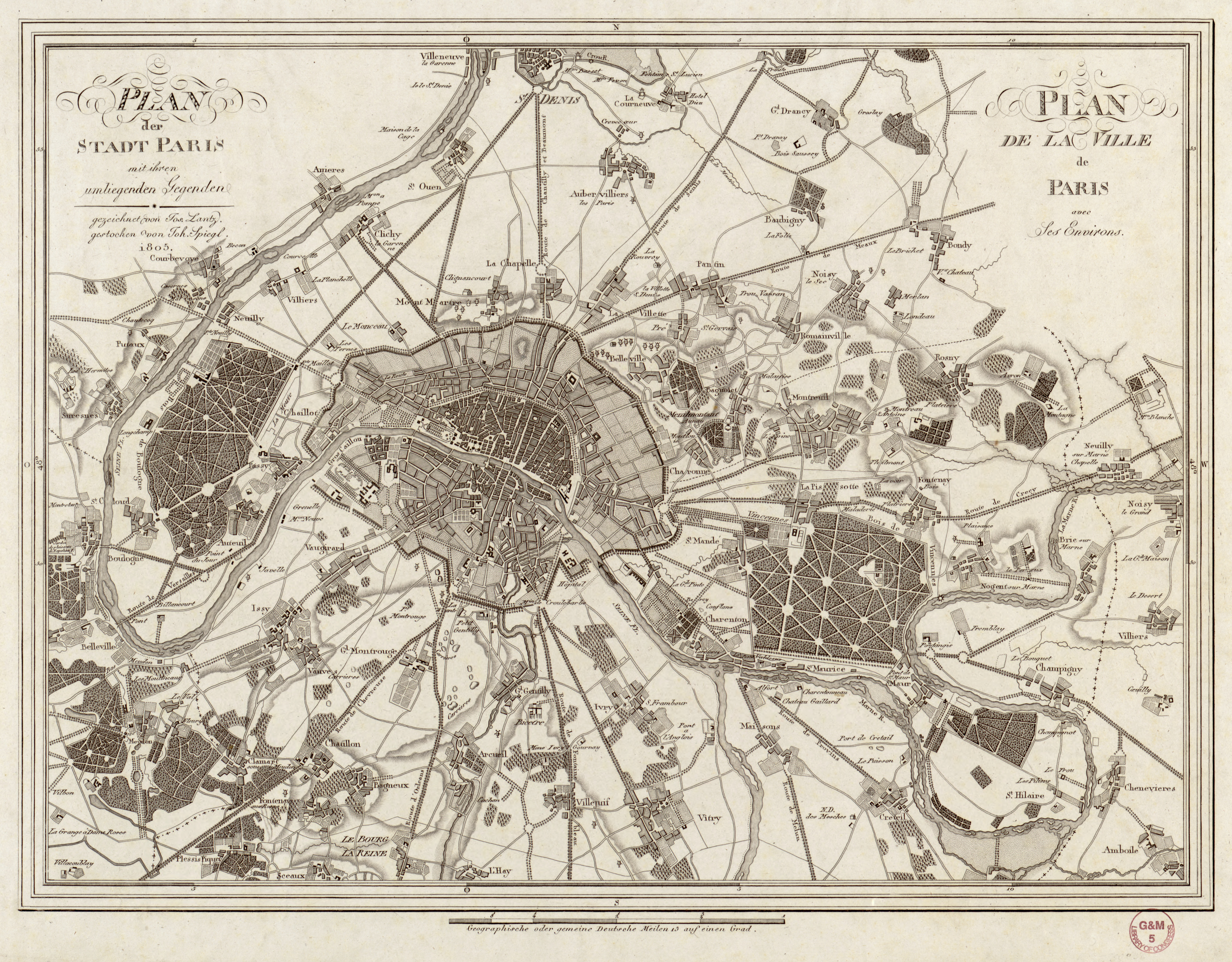
Plan de la ville de Paris avec ses environs (1805).

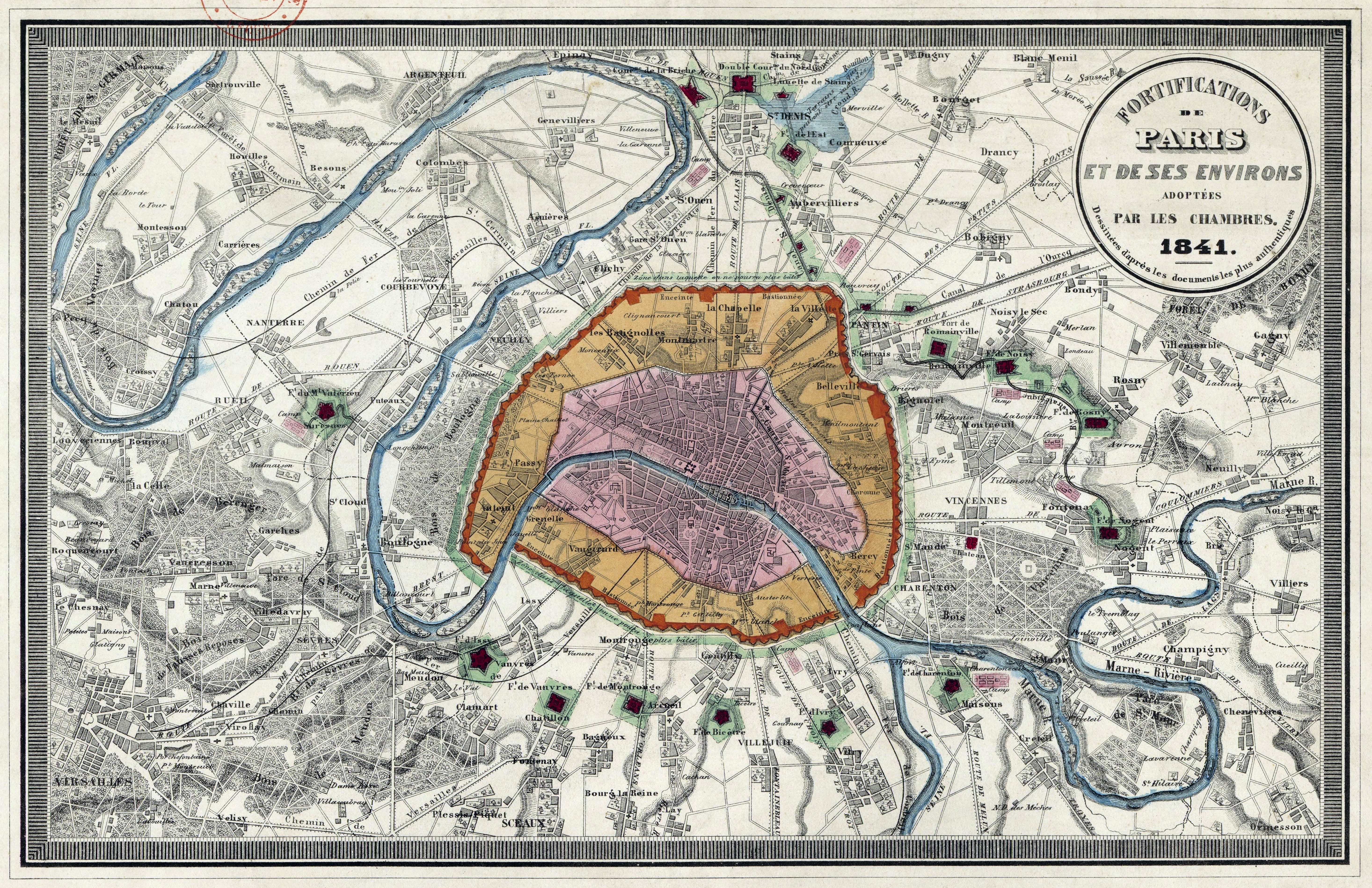
Plan de la ville de Paris et ses environs, avec les fortifications (1841).

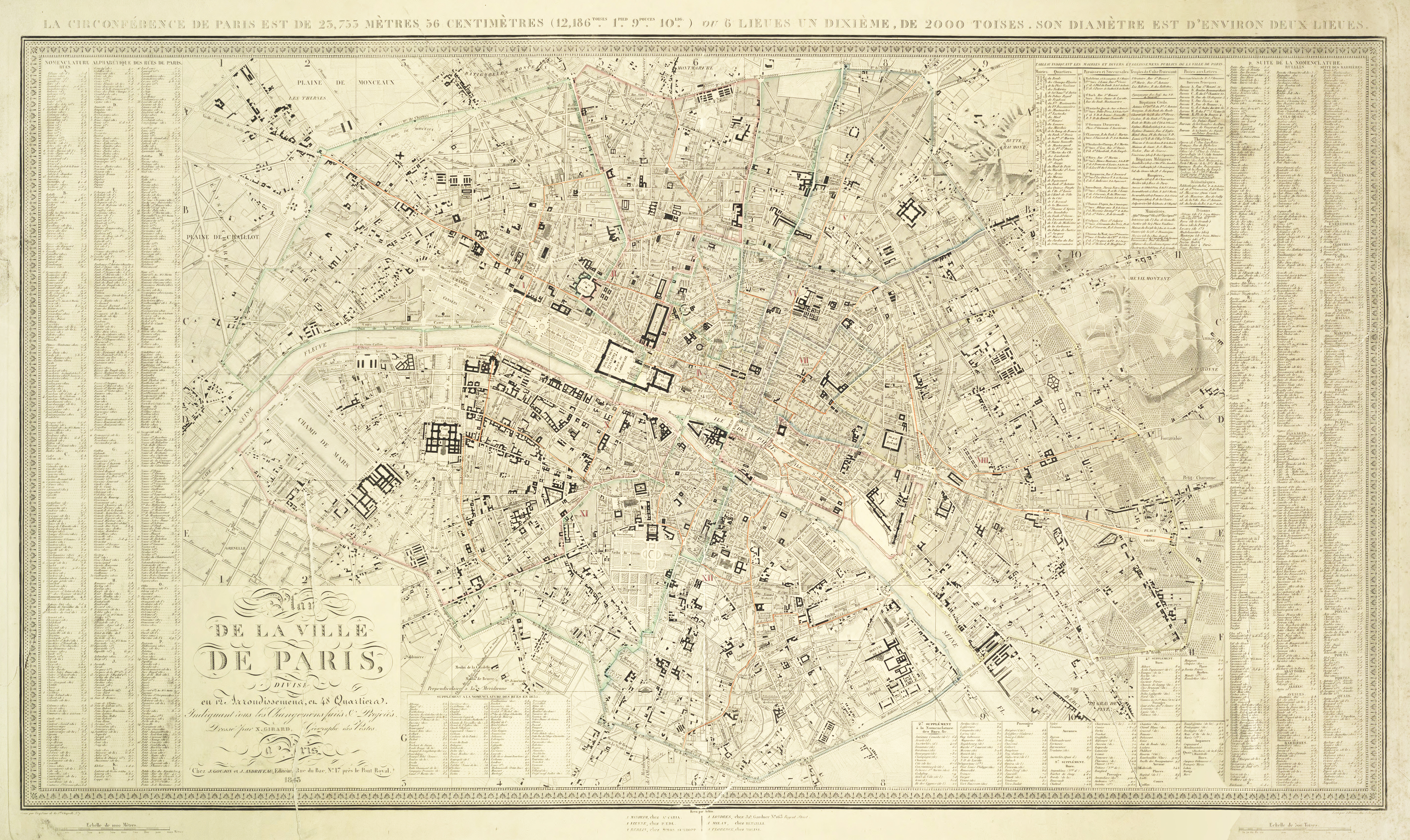
Plan de Paris divisé en 12 arrondissements et 48 quartiers (1843).

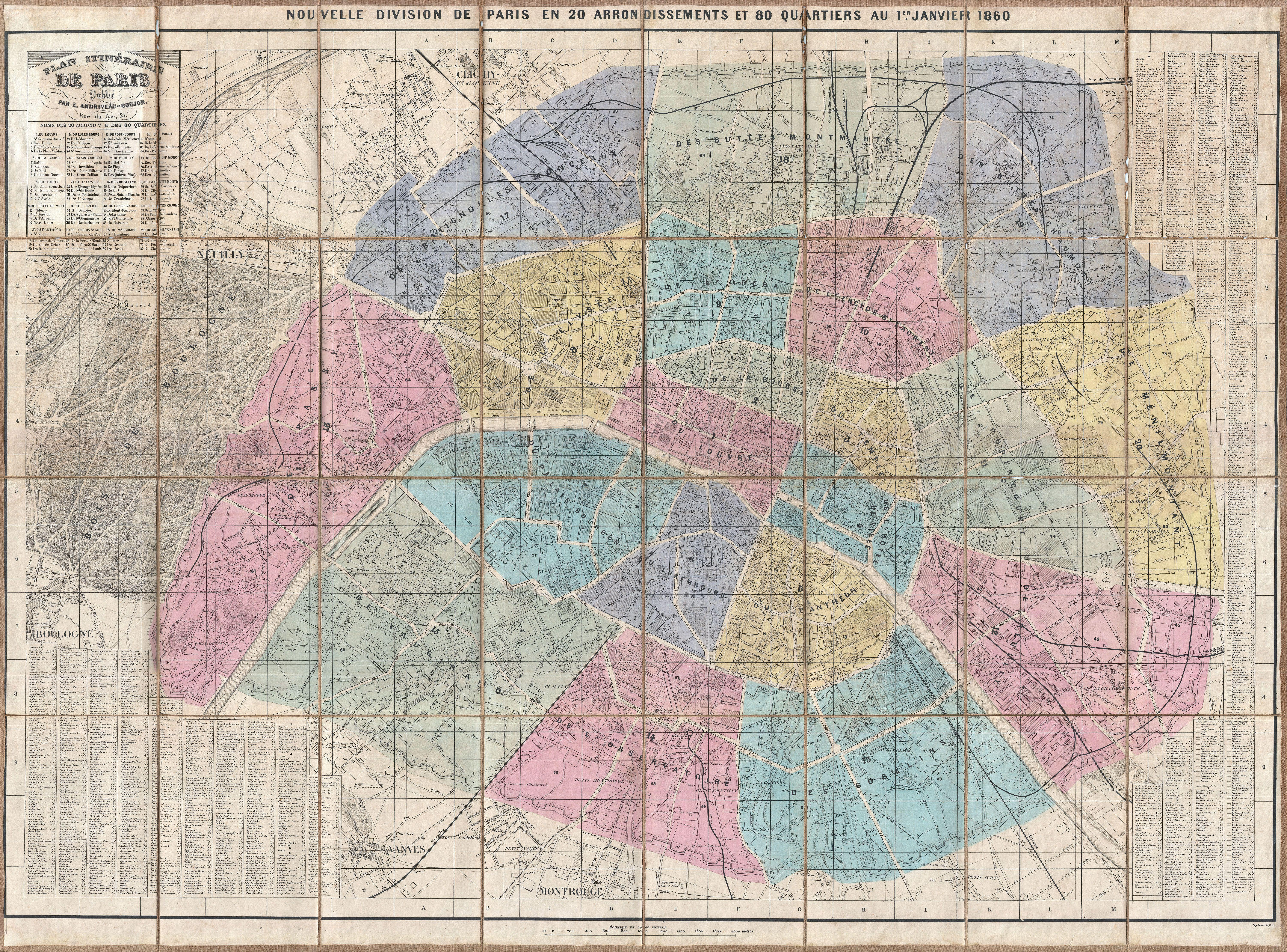
Plan de Paris divisé en 20 arrondissements et 80 quartiers (1860).

Cette page des anciennes communes de Paris liste les communes dont tout ou partie du territoire n'était  initialement pas dans le territoire parisien, mais l'est en 2025. Toutes ces communes faisaient partie du département de la Seine. La plupart d'entre elles existaient depuis la Révolution française. Certaines ont été partagées entre Paris et les communes limitrophes. N'apparaissent pas ici les communes dont une part, par exemple un hameau, est passé non pas à Paris mais à une autre commune.

## Histoire

### Création de deux communes à l'extérieur de Paris (1830)
- Batignolles-Monceau est créée par un édit de Charles X en la détachant d'une partie de la commune de Clichy à laquelle elle est rattachée administrativement. La commune sera finalement supprimée en 1860 et son territoire sera annexé principalement par Paris, une partie réintégrant cependant la commune de Clichy.
- Grenelle est créée par soustraction d'une partie du territoire de Vaugirard. Ces deux communes seront supprimées en 1860 et leurs territoires annexés dans leur totalité à Paris.

### Suppression de onze communes absorbées par Paris en tout ou partie (1860)
La loi du 16 juin 1859, dite loi Riché du nom de son rapporteur, portant sur l'extension des limites de Paris jusqu'à l'enceinte de Thiers provoque la suppression de onze communes du département de la Seine. Quatre d'entre elles sont entièrement comprises dans l'extension de Paris, en deçà de l'enceinte de Thiers. Elles deviennent intégralement des quartiers de Paris. Il s'agit de, :
- Belleville ;
- Grenelle ;
- La Villette ;
- Vaugirard.

Sept autres communes, traversées par l'enceinte de Thiers, disparaissent en tant que telles et leurs noms servent à désigner des quartiers. Leurs territoires sont partagés entre Paris et, pour la partie située hors de l'enceinte, la commune indiquée ci-après :
- Bercy (Paris 12e et Charenton-le-Pont) ;
- Passy (Paris 16e et Boulogne) ;
- Auteuil (Paris 16e et Boulogne) ;
- Batignolles-Monceau (Paris 17e et Clichy) ;
- La Chapelle (Paris 18e, Saint-Ouen, Saint-Denis et Aubervilliers) ;
- Montmartre (Paris 18e et Saint-Ouen) ;
- Charonne (Paris 20e, Montreuil et Bagnolet).

Enfin d'autres communes traversées par l'enceinte de Thiers continuent d'exister malgré l'annexion d'une partie de leur territoire :
- Saint-Mandé, l'ouest de la commune est rattaché au 12e arrondissement de Paris (principalement quartier du Bel-Air) ;
- Ivry, le nord de la commune est rattaché au 13e arrondissement (quartier de la Gare) ;
- Gentilly, le nord-est de la commune est rattaché au 13e arrondissement (quartier de la Maison-Blanche) et le nord-ouest au 14e arrondissement de Paris (quartier du Parc-de-Montsouris) ;
- Montrouge, le nord de la commune est rattaché au 14e arrondissement de Paris (quartier du Petit-Montrouge) ;
- Vanves, le nord de la commune est rattaché au 14e arrondissement de Paris (quartier de Plaisance) et 15e arrondissement de Paris (quartier Saint-Lambert) ;
- Issy, le nord de la commune est rattaché au 15e arrondissement de Paris (quartier de Javel) ;
- Neuilly, l'est de la commune est rattaché au 17e arrondissement de Paris (quartier des Ternes) ;
- Clichy, une faible partie du sud de la commune est rattachée au 17e arrondissement de Paris ;
- Saint-Ouen, le sud de la commune est rattaché au 18e arrondissement de Paris (quartier de Clignancourt) ;
- Aubervilliers, le sud de la commune est rattaché au 19e arrondissement de Paris ;
- Pantin, l'est de la commune est rattaché au 19e arrondissement de Paris ;
- Le Pré-Saint-Gervais, l'ouest de la commune est rattaché au 19e arrondissement de Paris ;
- Bagnolet, le nord-ouest de la commune est rattaché au 20e arrondissement de Paris.